# Bukovac Svetojanski
Bukovac Svetojanski – wieś w Chorwacji, w żupanii zagrzebskiej, w mieście Jastrebarsko. W 2011 roku liczyła 85 mieszkańców.